# Alfa Romeo Giulia TZ
 (avril 2023).
Si vous disposez d'ouvrages ou d'articles de référence ou si vous connaissez des sites web de qualité traitant du thème abordé ici, merci de compléter l'article en donnant les références utiles à sa vérifiabilité et en les liant à la section « Notes et références ».
L’Alfa Romeo Giulia TZ (connue aussi sous les noms Alfa Romeo TZ ou Tubolare Zagato) était une voiture de compétition produite par le constructeur italien Alfa Romeo avec des transformations Autodelta entre 1963 et 1967. Sa conception et son développement sont dus à l'ingénieur Giuseppe Busso.

## TZ
La première version de la « TZ » est parfois appelée à tort « TZ1 » pour la distinguer de la seconde série « TZ2. »
La TZ d'origine, conçue par Autodelta, était équipée du fameux moteur double arbres à cames en tête Alfa Romeo tout en aluminium. D'une cylindrée de 1 570 cm3 DOHC à partir d’un alésage de 78 mm et une course de 82 mm, simple allumage, il fut souvent par la suite équipé d'un double allumage Twin Spark. Les autres caractéristiques techniques moteur étaient semblables à celles de l'Alfa Romeo Giulia. La version routière disposait d'une puissance de 112 ch (82 kW) à 6 500 tr/min tandis que la version compétition développait plus de 160 ch (118 kW). La boîte de vitesses avait cinq vitesses. La première vitesse 1:3.26 ; la deuxième vitesse 1:1.99 ; le troisième vitesse 1:1.36 ; le quatrième vitesse 1:1 ; et cinquième vitesse 1:0.85
La voiture était construite sur un châssis tubulaire en acier spécifique sans rapport avec celui de l'Alfa Romeo Giulia. Elle était équipée des freins à disques (in board à l'arrière) et de suspensions indépendantes sur les quatre roues. La carrosserie était tout en aluminium ce qui rendait la voiture très légère, à peine 660 kg, lui permettant d'atteindre une vitesse maxi de 216 km/h. Cette première version était conçue autant pour une utilisation routière que pour la compétition. Le moteur placé à l'avant et incliné sous le capot permettait de maximaliser le flux d'air de refroidissement. 
Sa carrosserie bénéficia d'une étude aérodynamique poussée avec un arrière tronqué baptisé « coda tronca » afin d'améliorer l'aérodynamisme et augmenter ses performances. Cette solution avait été mise au point par Zagato pour ses voitures de compétition à partir des travaux de l'aérodynamicien Kamm (kamm tail).

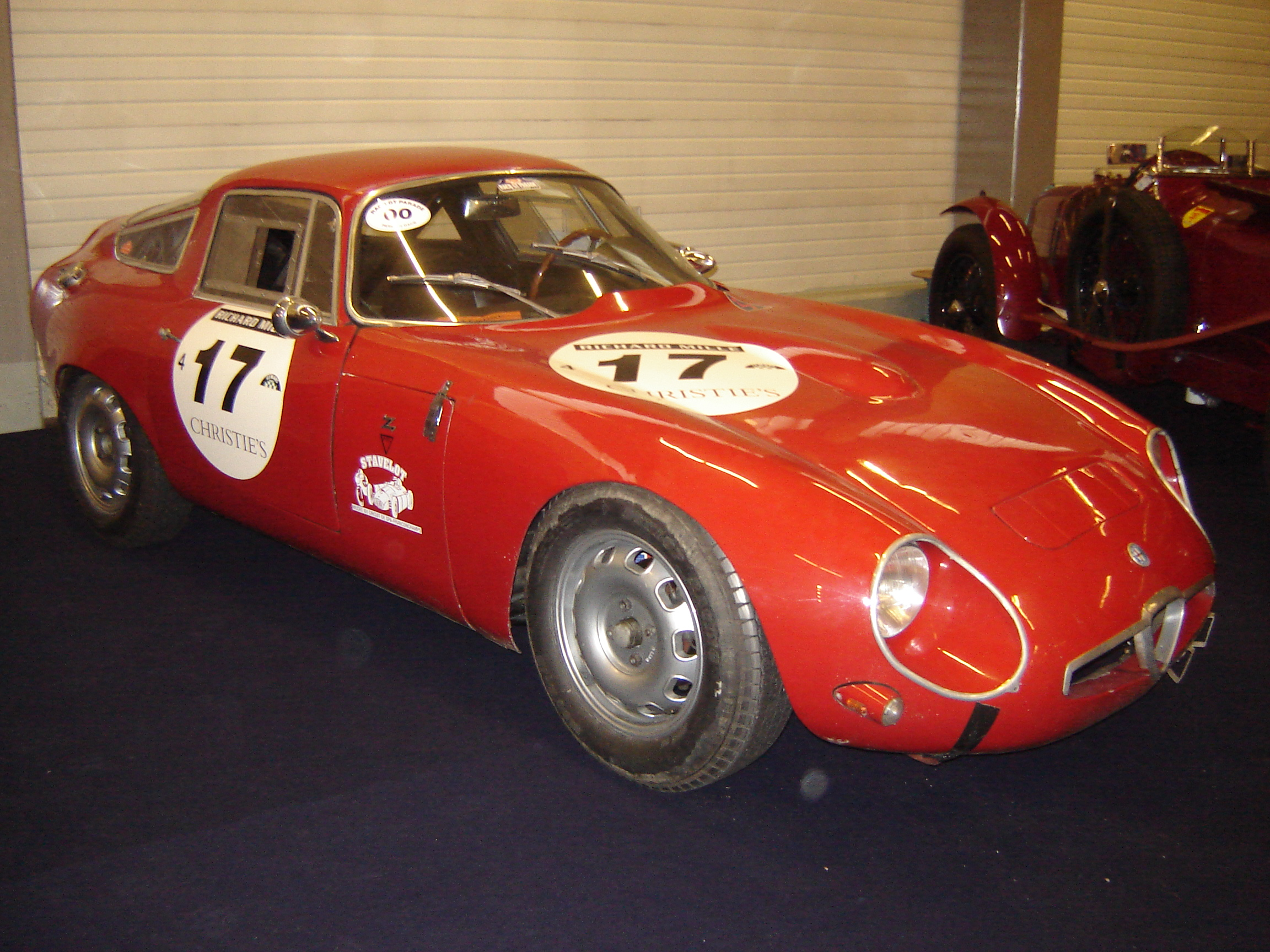
Alfa Romeo Giulia TZ

Le modèle fut présenté à l'autodrome de Monza lors d'une compétition organisée par la FISA. L'Alfa Romeo TZ s'imposa facilement aux quatre premières places dans la catégorie sport-prototypes. Après son homologation en catégorie sport, elle remporta quasiment toutes les compétitions où elle fut engagée, en Europe et en Amérique du Nord. 112 exemplaires de ce modèle furent produits entre 1963 et 1965. En fait ce fut une auto exclusivement utilisée en compétition, vendue en 112 ch (82 kW) de base, mais rapidement préparée par des écuries privées et surtout par l'usine. Son palmarès est impressionnant. Les plus grands pilotes l'ont utilisée, dont le français Jean Rolland.

## TZ2

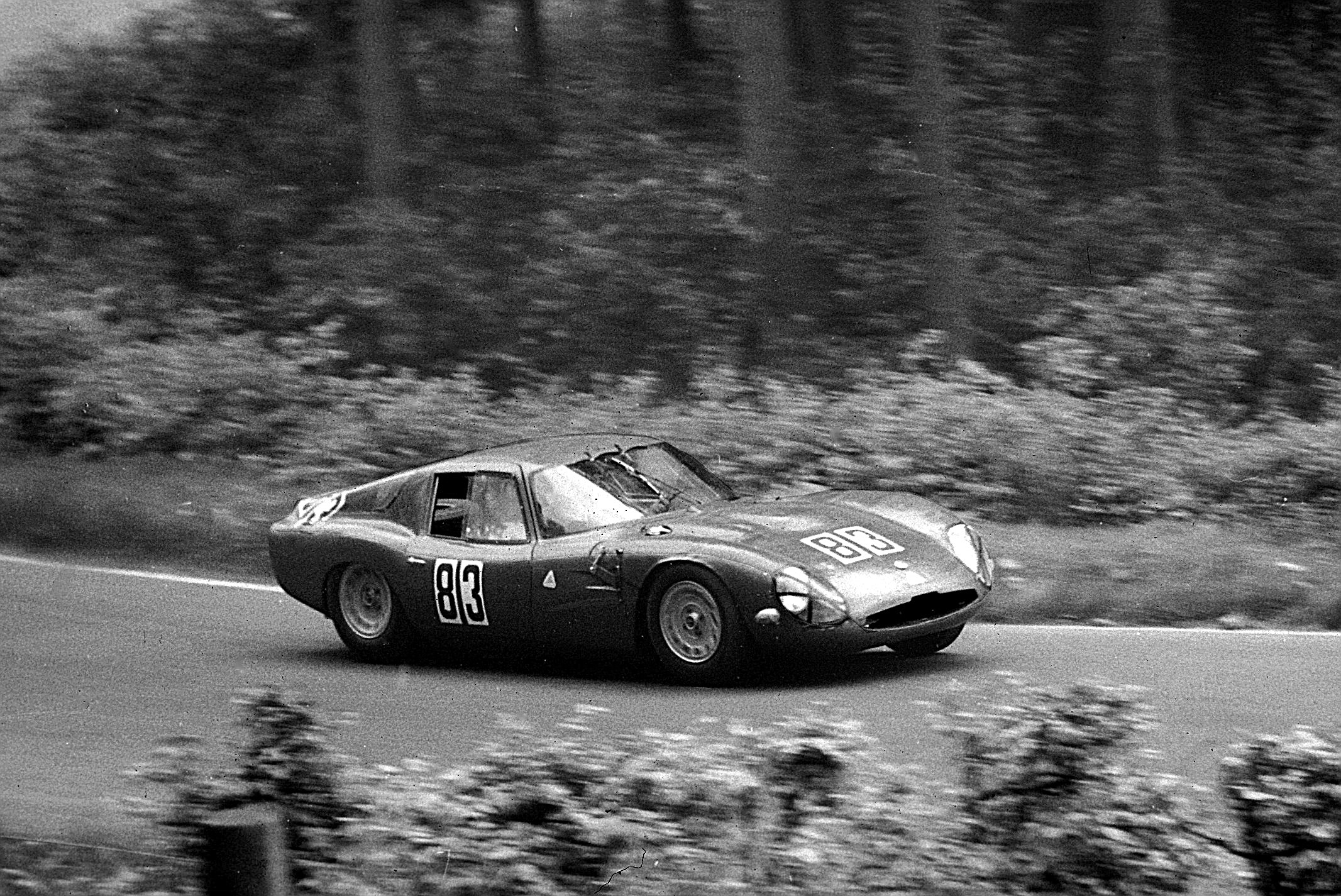
1965 Nürburgring

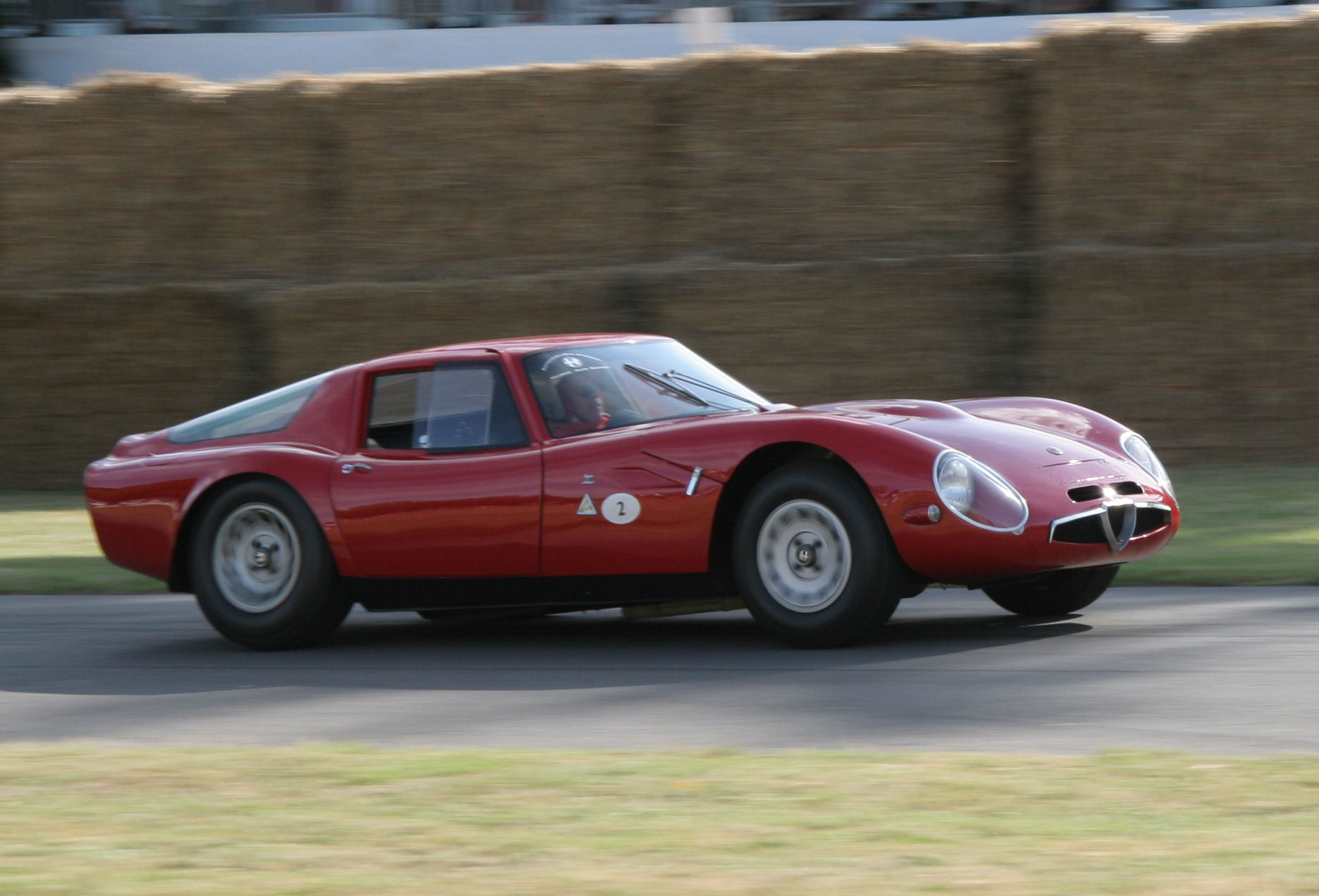
La TZ2 au Festival de vitesse de Goodwood 2006

En 1965 la seconde série apparut. La carrosserie en fibre de verre permettait d'abaisser encore son poids à 620 kg. Sa ligne fut également retouchée ce qui en diminuant le maître-couple permis d'affiner le SCX. 
Cette version de carrosserie avait été également conçue et réalisée par Zagato. La voiture assemblée par Autodelta était seulement destinée à la compétition. Elle était équipée d'un moteur à carter sec doté d'un double allumage Twin Spark qui développait 170 ch (125 kW) à 7 500 tr/min. La voiture pouvait atteindre 245 km/h.
La 1re version de la « TZ » recevait une lunette arrière en trois parties tandis que sur la version TZ2 elle était d'un seul bloc. Le développement de la voiture cessa à la fin de l'année 1965 à cause du projet Alfa Romeo Giulia GTA en catégorie tourisme. Seulement 12 exemplaires de la seconde version furent produits.
Il existe également un prototype connue sous le nom de "TZ1/2" produit en 1965 et vendu 94 300 € lors de la vente Bonhams du 5 février 2011.